# Auszug (Militär)
Der Auszug (französisch élite, italienisch attiva, rätoromanisch elita) war in der Militärsprache der Schweiz die jüngste Altersklasse der Wehrpflichtigen.
Landwehr und Landsturm waren dagegen Mittel der Landesverteidigung statischer Natur mit älteren Wehrpflichtigen.

## Hintergrund
Der Kernauftrag der Schweizer Armee ist die Raumsicherung und Verteidigung. Deshalb wurde der Auszug nicht als offensiv einsetzbares Kampfelement für einen Angriffskrieg, sondern für die Landesverteidigung ausgebildet. 
In der Zeit des Staatenbundes ab 1815 bestand die Schweizer Armee aus einem Bundesauszug, einer Bundesreserve und der Landwehr. Von 1850 bis 1994 war der Auszug eine Altersklasse, welche von 1874 bis 1907 die 20- bis 33-Jährigen, von 1907 bis 1949 die 22- bis 33-Jährigen umfasste. Unter dem Eindruck des Zweiten Weltkriegs wurde der Auszug bis 1961 auf die 20- bis 36-Jährigen ausgedehnt, von 1961 bis 1994 dann aber auf 21- bis 32-Jährige beschränkt. 
Mit dem Militärreform von 1874 wurden Auszugs- und Landwehrbataillone gebildet, die den Kantonen fest zugeteilt waren (kantonale Truppen). Die Einteilung in Heeresklassen wurde per 1. Januar 1995 abgeschafft.